# Sybaris immunis
Sybaris immunis là một loài bọ cánh cứng trong họ Meloidae. Loài này được Stephens miêu tả khoa học năm 1832.